# Chris Wondolowski
Christopher Elliott Wondolowski (Danville, Californië, 28 januari 1983) is een Amerikaans voormalig profvoetballer. Hij is sinds 2022 assistent-trainer van San Jose Earthquakes.

## Carrière

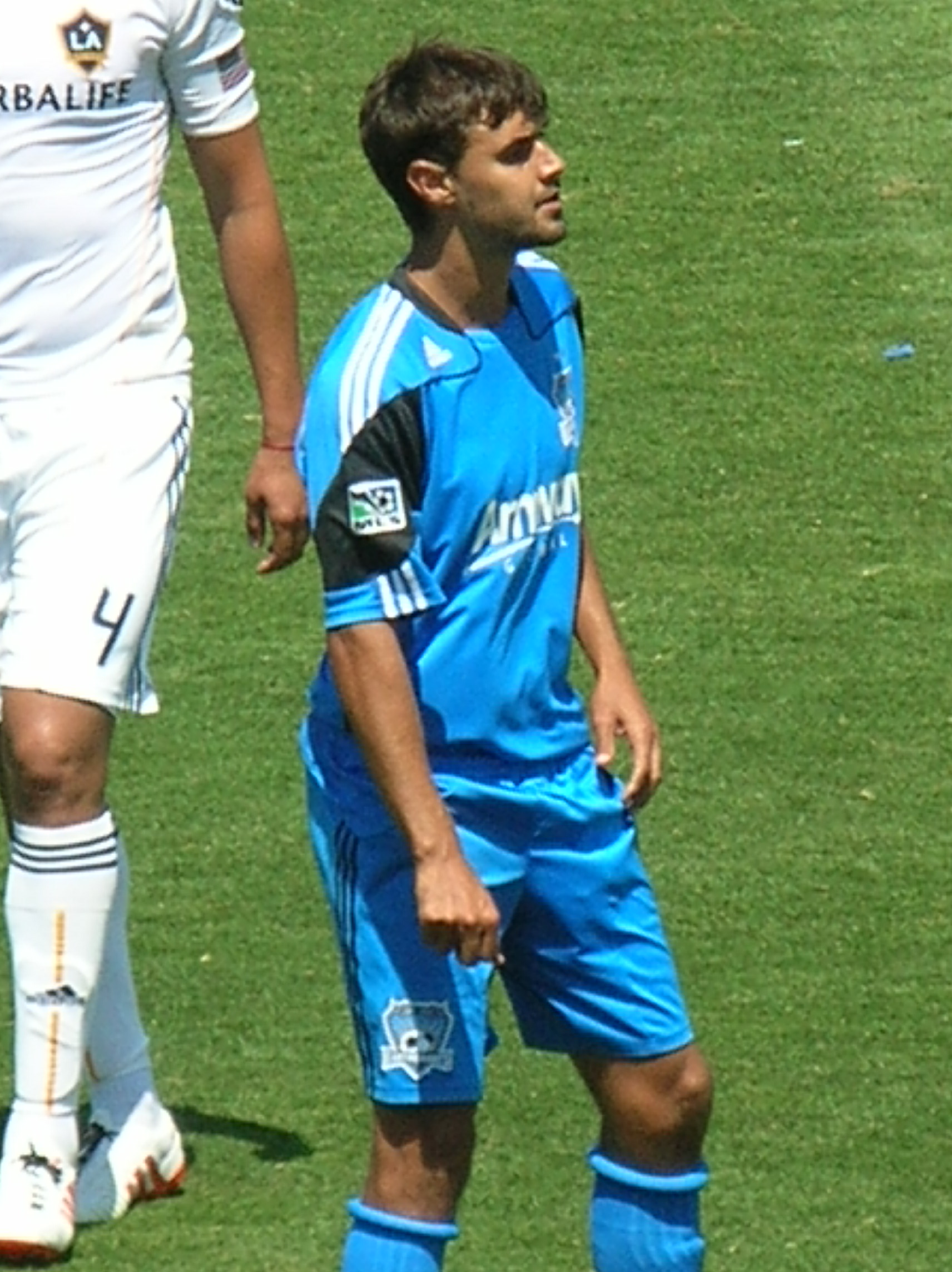
Wondolowski in 2010

### Begin profcarrière
Wondolowski werd als 41e gekozen in de 2005 MLS Supplemental Draft door San Jose Earthquakes. In het reserveteam van San Jose was hij de uitblinker, maar in het eerste brak hij niet door. Hij kwam slechts tot 2 wedstrijden bij Earthquakes.

### Houston Dynamo
Hij vertrok in 2006 naar Houston Dynamo, waar hij bij de reserves opnieuw een uitblinker was: 13 doelpunten in 11 wedstrijden. Dit verzekerde hem van meer speelminuten in het eerste van Houston. Hij maakte zijn eerste MLS-doelpunt op 30 augustus 2006 tegen Chicago Fire.

### San Jose Earthquakes
In juni 2009 werd Wondolowski weer naar San Jose Earthquakes gestuurd inruil voor Cam Weaver. Bij San Jose kreeg hij dit keer wel veel speelminuten in het 1e wat hem in 2010 tot 18 goals in 26 wedstrijden leidde. In 2012 werd hij geselecteerd voor het MLS All-Star team dat het opnam tegen Chelsea. Het All-Star team versloeg Chelsea met 3-2, mede door een goal van Wondolowski. Een van de camera's en microfoons ving zelfs een compliment van verdediger John Terry richting Wondolowski op. De Engelsman complimenteerde Wondolowski en zei dat het een nachtmerrie is hem te verdedigen.
Op 6 oktober 2012 werd Wondolowski San Jose Earthquakes' topscorer aller tijden na een hattrick tegen Colorado Rapids. Aan het einde van het MLS seizoen in 2013 werd bekend dat Wondolowski, die dat seizoen dertien keer had raak geschoten voor de Quakes, een groot gedeelte van het seizoen met een gebroken voet had gespeeld.

## Clubstatistieken
| seizoen | club                 | land   | competitie                     | duels | goals |
| ------- | -------------------- | ------ | ------------------------------ | ----- | ----- |
| 2001    | Chico State Wildcats | USA    | University League              | 19    | 10    |
| 2002    | Chico State Wildcats | USA    | University League              | 19    | 12    |
| 2003    | Chico State Wildcats | USA    | University League              | 26    | 12    |
| 2004    | Chico State Wildcats | USA    | University League              | 20    | 5     |
| 2004    | Chico Rooks          | USA    | National Premier Soccer League | 16    | 17    |
| 2005    | San Jose Earthquakes | USA    | Major League Soccer            | 2     | 0     |
| 2006    | Houston Dynamo       | USA    | Major League Soccer            | 6     | 1     |
| 2007    | Houston Dynamo       | USA    | Major League Soccer            | 16    | 1     |
| 2008    | Houston Dynamo       | USA    | Major League Soccer            | 8     | 0     |
| 2009    | Houston Dynamo       | USA    | Major League Soccer            | 7     | 2     |
| 2009    | San Jose Earthquakes | USA    | Major League Soccer            | 14    | 3     |
| 2010    | San Jose Earthquakes | USA    | Major League Soccer            | 28    | 18    |
| 2011    | San Jose Earthquakes | USA    | Major League Soccer            | 30    | 16    |
| 2012    | San Jose Earthquakes | USA    | Major League Soccer            | 32    | 27    |
| 2013    | San Jose Earthquakes | USA    | Major League Soccer            | 29    | 11    |
| 2014    | San Jose Earthquakes | USA    | Major League Soccer            | 26    | 14    |
| 2015    | San Jose Earthquakes | USA    | Major League Soccer            | 31    | 16    |
| 2016    | San Jose Earthquakes | USA    | Major League Soccer            | 30    | 12    |
| 2017    | San Jose Earthquakes | USA    | Major League Soccer            | 34    | 13    |
| Totaal  | Totaal               | Totaal | Totaal                         | 396   | 190   |

## Interlandcarrière
Na zijn succesvolle seizoen in 2010 werd Wondolowski opgeroepen voor het Amerikaanse nationale elftal waar hij op 22 januari 2011 zijn debuut maakte in een vriendschappelijke interland tegen Chili. Zijn eerste interlanddoelpunt maakte hij op 5 juli 2013 in een 6-0-overwinning op Guatemala. Hij werd opgenomen in de selectie voor de CONCACAF Gold Cup 2013. In de eerste groepswedstrijd, tegen Belize, scoorde hij een hattrick. Later in het toernooi scoorde hij ook een doelpunt voor de Amerikanen in de groepsfase wedstrijd tegen Cuba. Doordat Eddie Johnson bij de Amerikaanse selectie werd gehaald voor het restant van het toernooi verminderde het aantal speelminuten voor Wondolowski. Op 28 juli 2013 wist hij met de Verenigde Staten de Gold Cup binnen te slepen.
| Interlands van Chris Wondolowski voor Verenigde Staten | Interlands van Chris Wondolowski voor Verenigde Staten | Interlands van Chris Wondolowski voor Verenigde Staten | Interlands van Chris Wondolowski voor Verenigde Staten | Interlands van Chris Wondolowski voor Verenigde Staten | Interlands van Chris Wondolowski voor Verenigde Staten | Interlands van Chris Wondolowski voor Verenigde Staten |
| №                                                      | Datum                                                  | Wedstrijd                                              | Uitslag                                                | Soort wedstrijd                                        | Doelpunten                                             |                                                        |
| Als speler bij San Jose Earthquakes                    | Als speler bij San Jose Earthquakes                    | Als speler bij San Jose Earthquakes                    | Als speler bij San Jose Earthquakes                    | Als speler bij San Jose Earthquakes                    | Als speler bij San Jose Earthquakes                    | Als speler bij San Jose Earthquakes                    |
| ------------------------------------------------------ | ------------------------------------------------------ | ------------------------------------------------------ | ------------------------------------------------------ | ------------------------------------------------------ | ------------------------------------------------------ | ------------------------------------------------------ |
| 1.                                                     | 23 januari 2011                                        | Verenigde Staten – Chili                               | 1 – 1                                                  | Vriendschappelijk                                      | 0                                                      |                                                        |
| 2.                                                     | 4 juni 2011                                            | Verenigde Staten – Spanje                              | 0 – 4                                                  | Vriendschappelijk                                      | 0                                                      |                                                        |
| 3.                                                     | 8 juni 2011                                            | Verenigde Staten – Canada                              | 2 – 0                                                  | CONCACAF Gold Cup                                      | 0                                                      |                                                        |
| 4.                                                     | 12 juni 2011                                           | Verenigde Staten – Panama                              | 1 – 2                                                  | CONCACAF Gold Cup                                      | 0                                                      |                                                        |
| 5.                                                     | 15 juni 2011                                           | Guadeloupe – Verenigde Staten                          | 0 – 1                                                  | CONCACAF Gold Cup                                      | 0                                                      |                                                        |
| 6.                                                     | 22 januari 2012                                        | Verenigde Staten – Venezuela                           | 1 – 0                                                  | Vriendschappelijk                                      | 0                                                      |                                                        |
| 7.                                                     | 26 januari 2012                                        | Panama – Verenigde Staten                              | 0 – 1                                                  | Vriendschappelijk                                      | 0                                                      |                                                        |
| 8.                                                     | 4 juni 2012                                            | Canada – Verenigde Staten                              | 0 – 0                                                  | Vriendschappelijk                                      | 0                                                      |                                                        |
| 9.                                                     | 30 januari 2013                                        | Verenigde Staten – Canada                              | 0 – 0                                                  | Vriendschappelijk                                      | 0                                                      |                                                        |
| 10.                                                    | 5 juli 2013                                            | Verenigde Staten – Guatemala                           | 6 – 0                                                  | Vriendschappelijk                                      | 1                                                      |                                                        |
| 11.                                                    | 9 juli 2013                                            | Verenigde Staten – Belize                              | 6 – 1                                                  | CONCACAF Gold Cup                                      | 3                                                      |                                                        |
| 12.                                                    | 13 juli 2013                                           | Verenigde Staten – Cuba                                | 4 – 1                                                  | CONCACAF Gold Cup                                      | 2                                                      |                                                        |
| 13.                                                    | 17 juni 2013                                           | Verenigde Staten – Costa Rica                          | 1 – 0                                                  | CONCACAF Gold Cup                                      | 0                                                      |                                                        |
| 14.                                                    | 21 juni 2013                                           | Verenigde Staten – El Salvador                         | 5 – 1                                                  | CONCACAF Gold Cup                                      | 0                                                      |                                                        |
| 15.                                                    | 25 juni 2013                                           | Verenigde Staten – Honduras                            | 3 – 1                                                  | CONCACAF Gold Cup                                      | 0                                                      |                                                        |
| 16.                                                    | 15 november 2013                                       | Schotland – Verenigde Staten                           | 0 – 0                                                  | Vriendschappelijk                                      | 0                                                      |                                                        |
| 17.                                                    | 19 november 2013                                       | Oostenrijk – Verenigde Staten                          | 1 – 0                                                  | Vriendschappelijk                                      | 0                                                      |                                                        |
| 18.                                                    | 1 februari 2014                                        | Verenigde Staten – Zuid-Korea                          | 2 – 0                                                  | Vriendschappelijk                                      | 2                                                      |                                                        |
| 19.                                                    | 2 april 2014                                           | Verenigde Staten – Mexico                              | 2 – 2                                                  | Vriendschappelijk                                      | 1                                                      |                                                        |

Bijgewerkt t/m 2 april 2014